# George Macfarren
George Macfarren, född den 5 september 1788 i London,  död där den 24 april 1843, var en engelsk dramatiker. Han var far till George Alexander och Walter Cecil Macfarren. 